# Jürg
Jürg ist ein männlicher Vorname.

## Herkunft und Bedeutung
Der Vorname ist eine Schweizer Variante von Jörg, beides Kurzformen von Georg. Er wurde besonders durch den 1876 erschienenen Roman Jürg Jenatsch von Conrad Ferdinand Meyer über den Bündner Freiheitskämpfer Jörg Jenatsch bekannt.

## Namensträger
- Jürg Acklin (* 1945), Schweizer Psychoanalytiker und Schriftsteller
- Jürg Altwegg (* 1951), Schweizer Autor und Journalist
- Jürg Amann (1947–2013), Schweizer Schriftsteller
- Jürg Baur (1918–2010), deutscher Komponist
- Jürg Beeler (* 1957), Schweizer Schriftsteller
- Jürg Biner (* 1964), Schweizer Freestyle-Skier
- Jürg Capol (* 1965), Schweizer Skilangläufer
- Jürg Federspiel (1931–2007), Schweizer Schriftsteller
- Jürg Frischknecht (1947–2016), Schweizer Journalist und Schriftsteller
- Jürg Fröhlich (* 1946), Schweizer Physiker
- Jürg Geiser (* 1967), Schweizer Skeleton-Fahrer
- Jürg Grünenfelder (* 1974), Schweizer Skirennfahrer
- Jürg Gutknecht (* 1949), Schweizer Informatiker
- Jürg Halter (* 1980), Schweizer Dichter und Rapper (Kutti MC)
- Jürg Jäggi (1947–2011), Schweizer Eishockeytorwart
- Jürg Jecklin (1938–2021), Schweizer Tontechniker und Hochschullehrer
- Jürg Jegge (* 1943), Schweizer Pädagoge
- Jürg von Känel (1951–2005), Schweizer Alpinist, Sportkletterer, Verleger und Autor
- Jürg Laederach (1945–2018), Schweizer Schriftsteller
- Jürg W. Leipziger (* 1943), Schweizer Unternehmer und PR-Berater
- Jürg Leuthold (* 1958), Schweizer Politiker (SVP)
- Jürg Leuthold (* 1966), Schweizer Physiker und Hochschullehrer
- Jürg Löw (* 1946), Schweizer Schauspieler und Synchronsprecher
- Jürg Marmet (1927–2013), Schweizer Bergsteiger
- Jürg Marquard (* 1945), Schweizer Verleger
- Jürg Maurer (1935–2023), Schweizer Jazz-Klarinettist
- Jürg Randegger (1935–2023), Schweizer Kabarettist und Fernsehmoderator
- Jürg Scherrer (* 1947), Schweizer Politiker (Auto-Partei)
- Jürg Schoop (1934–2024), Schweizer Künstler
- Jürg Schubiger (1936–2014), Schweizer Schriftsteller und Psychotherapeut
- Jürg Siegrist (* 1943), Schweizer Tennisspieler
- Jürg Stahl (* 1968), Schweizer Politiker (SVP)
- Jürg Ulrich (1930–2017), Schweizer Mediziner und Historiker
- Jürg Wernli (* 1950), Schweizer Politiker (FDP)
- Jürg Willi (1934–2019), Schweizer Psychiater und Psychoanalytiker
- Jürg Wyttenbach (1935–2021), Schweizer Komponist, Dirigent und Pianist

### Zweitname
- Hans-Jürg Fehr (* 1948), Schweizer Politiker (SP)
- Hans-Jürg Sommer (* 1950), Musiker und Komponist aus der Nordwestschweiz